# Néstor Kirchner

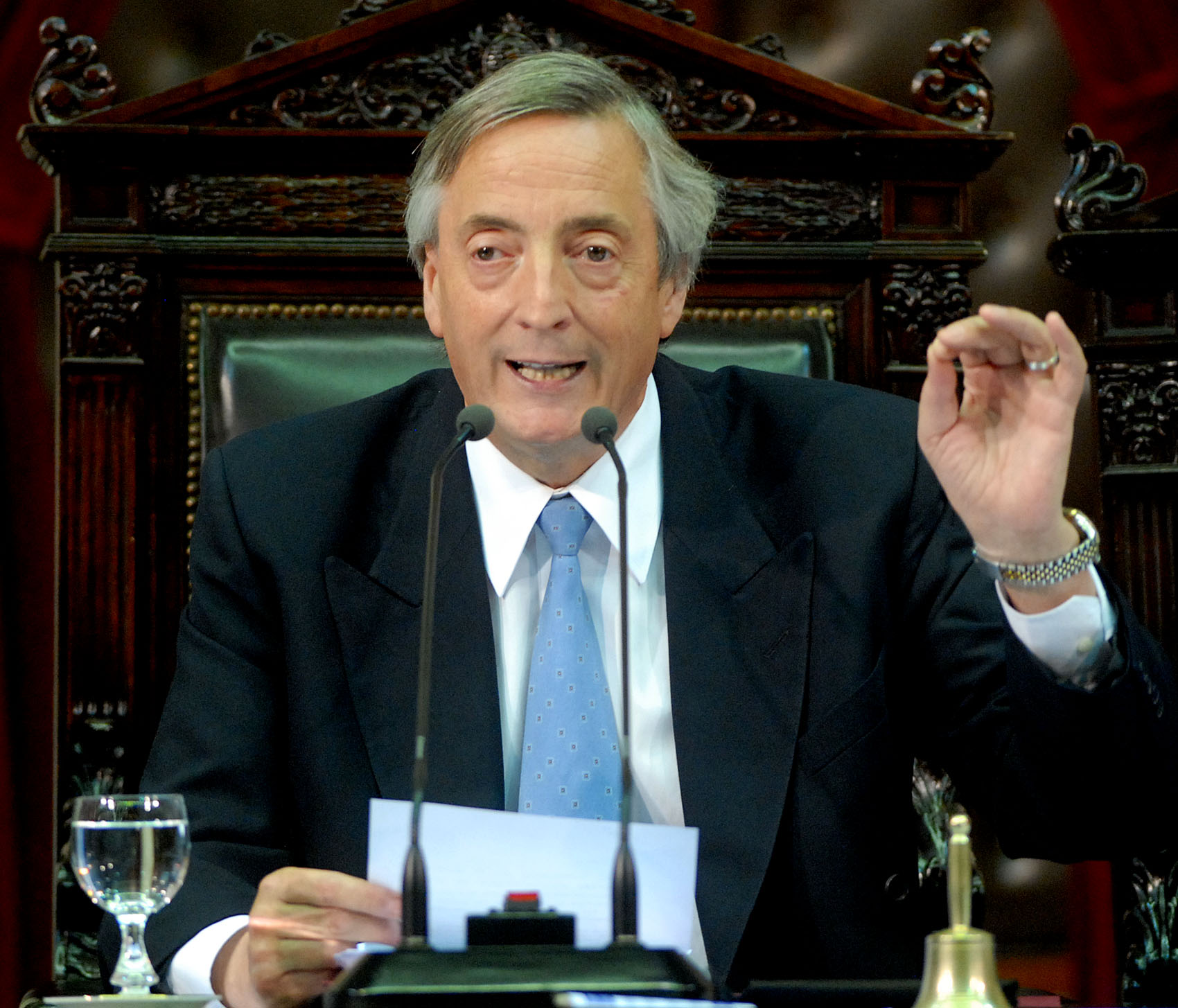
Néstor Kirchner spricht vor dem Kongress (2007)

Néstor Carlos Kirchner ([ˈnɛstɔr ˈkarlɔs ˈkirʃnɛr] ⓘ; * 25. Februar 1950 in Río Gallegos, Provinz Santa Cruz; † 27. Oktober 2010 in El Calafate, Provinz Santa Cruz) war ein argentinischer Politiker des Partido Justicialista (Peronismus). Vom 25. Mai 2003 bis zum 10. Dezember 2007 war er Präsident von Argentinien und ab dem 4. Mai 2010 bis zu seinem Tod erster Generalsekretär der Union Südamerikanischer Nationen.

## Leben

### Frühe Jahre

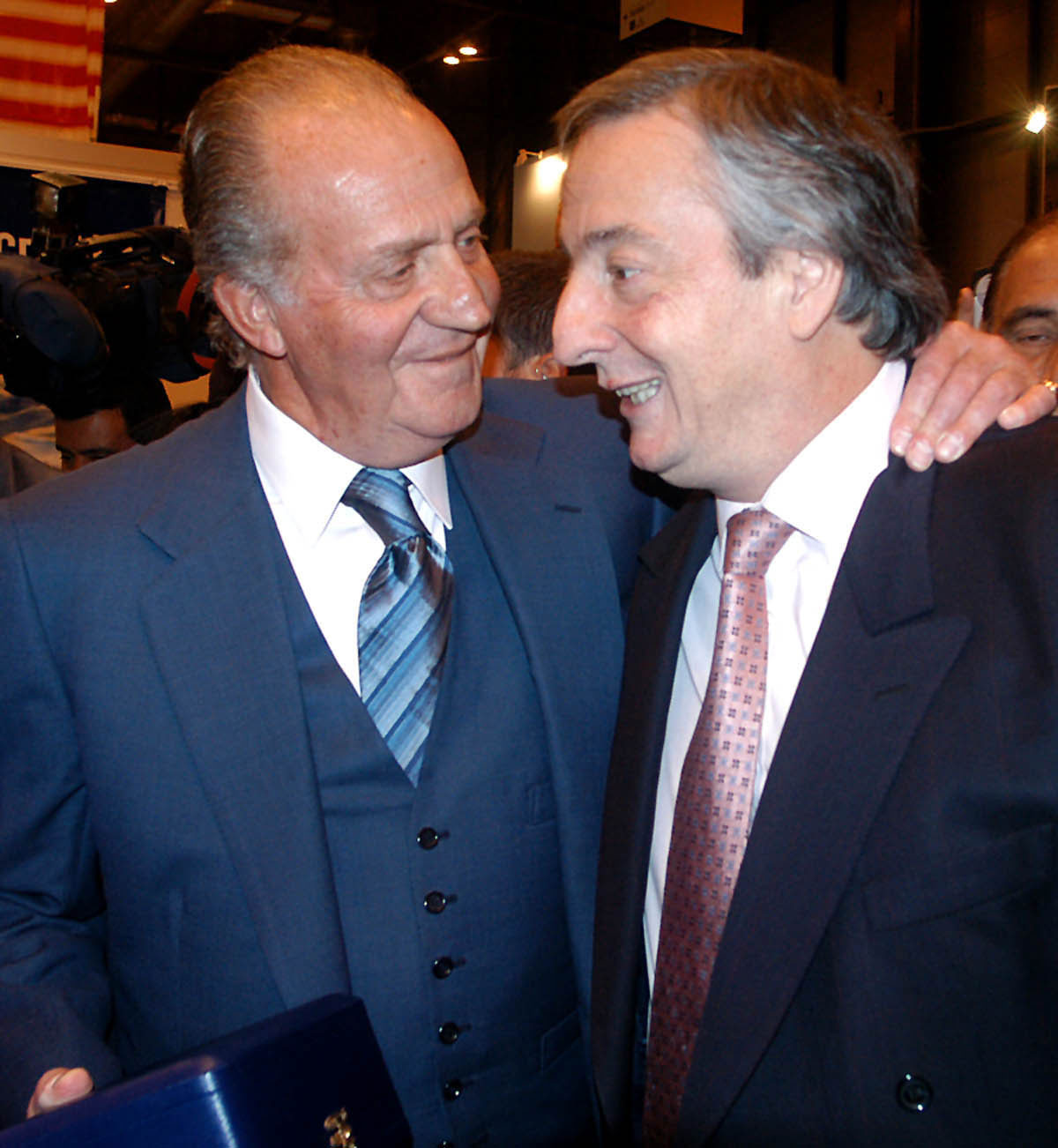
König Juan Carlos I. mit Kirchner (2004)

Kirchner wuchs in Río Gallegos auf. Seine Mutter war eine Chilenin kroatischer Herkunft. Die Vorfahren seines Vaters stammen aus der Deutschschweiz (Interlaken). Von 1969 bis 1976 studierte er Rechtswissenschaften an der Universidad Nacional de La Plata. Nach seiner Graduierung arbeitete er in seiner Geburtsstadt Río Gallegos als Rechtsanwalt und Schuldeneintreiber im Dienste des Geldverleihers FINSUD. In dieser Funktion wurden ihm mehr als zwanzig Immobilien überschrieben.

### Gesundheitsprobleme und Tod
Im Laufe des Jahres 2010 häuften sich die gesundheitlichen Probleme Kirchners. Im Februar wurde er nach einem Schlaganfall an der Halsschlagader operiert, es folgte eine Angioplastie im September. Trotz Abratens seiner Ärzte widmete er sich weiter intensiv der Politik.
Am 27. Oktober 2010 erlag Kirchner einem Herzinfarkt. Er starb in einem Krankenhaus der Stadt El Calafate.

### Persönliches
Kirchner war mit Cristina Fernández de Kirchner verheiratet, die im Dezember 2007 Staatspräsidentin wurde. Er hatte sie an der Universität kennengelernt. Aus der Ehe stammen die beiden Kinder Máximo, der ebenfalls Politiker ist, und Florencia.

## Politische Karriere
Kirchner war in seiner Jugend zunächst nicht an Politik interessiert. Während seiner Studienzeit wurde er jedoch Mitglied der linksperonistischen Gruppe FURN (Federación Universitaria de la Revolución Nacional) und hatte später Kontakte zu Mitgliedern radikalerer peronistischen Bewegungen wie der Juventud Peronista. Er gehörte der Stadtguerilla Montoneros, die eng mit dieser Organisation verbunden war, jedoch nach eigenem Bekunden nie an. Nach seiner Rückkehr nach Río Gallegos im Jahr 1976 wurde er zweimal kurz inhaftiert.
Néstor Kirchner gründete 1996 die Corriente Peronista, eine „progressive“ Richtung innerhalb der Peronistischen Partei, die in der Tradition von Juan Domingo Perón steht. Als politische Vorbilder nannte er unter anderem Felipe González und Bill Clinton.

### Bürgermeister und Gouverneur
Kirchner war von 1987 bis 1991 Bürgermeister seiner Heimatstadt Rio Gallegos im Süden Patagoniens. Am 10. Dezember 1991 wurde er zum Gouverneur der Provinz Santa Cruz gewählt und 1995 sowie 1999 wiedergewählt. Als er 1991 sein Amt antrat, wies die Provinz Santa Cruz Schulden in Höhe von rund 1,2 Mrd. US-Dollar auf. 2001 war die Provinz so gut wie schuldenfrei, was auf Kirchners Anwerben ausländischer Investoren in der Bergbauindustrie und in der Tourismusbranche zurückgeführt werden kann.

### Präsidentschaftswahl 2003
Für die Präsidentschaftswahlen am 27. April 2003 begründete er das Mitte-Links-Bündnis Frente para la Victoria. Bei der Wahl traten insgesamt 18 Kandidaten an. Kirchner erhielt im ersten Wahlgang 22 % der Stimmen und lag damit hinter dem gleichfalls peronistischen ehemaligen Präsidenten Carlos Menem, der auf rund 24 % kam. Zu der an sich notwendigen Stichwahl kam es allerdings nicht, da Menem seine Kandidatur zurückzog. Kirchner legte am 25. Mai 2003 vor dem Kongress den Amtseid als argentinischer Präsident ab.

### Präsidentschaft 2003–2007
Während seiner Amtszeit stabilisierte sich die angeschlagene argentinische Wirtschaft, das Verdienst an dem Wirtschaftswachstum dieser Zeit gebührt indes hauptsächlich seinem Wirtschaftsminister Roberto Lavagna.
Seine Frau Cristina Fernández de Kirchner wurde am 28. Oktober 2007 erste gewählte Präsidentin des Landes, sie trat das Amt am 10. Dezember 2007 als unmittelbare Nachfolgerin ihres Mannes an. Die Politische Ideologie der beiden Kirchner-Regierungen wurde im Nachhinein mit dem Schlagwort Kirchnerismo bezeichnet. Er stand dem Kabinett Néstor Kirchner vor.
Der US-amerikanische linksliberalen Volkswirt Mark Weisbrot vergleicht die Wirtschaftspolitik von Nestor Kirchner mit der von Franklin Roosevelt während der Großen Depression. Ihm sei es gelungen, eine gescheiterte Wirtschaft (21 % Arbeitslosigkeit, die Hälfte der Bevölkerung unterhalb der Armutsgrenze und ein Rückgang des BIP um 20 %) vor einem weiteren Absturz zu bewahren, indem er die Anordnungen des IWF zurückwies. Eine Wirtschaftspolitik, die es Argentinien ermöglicht hat, ein durchschnittliches Wachstum von 8 % pro Jahr zu erreichen und 11 Millionen Menschen aus der Armut zu befreien.

## Kontroversen

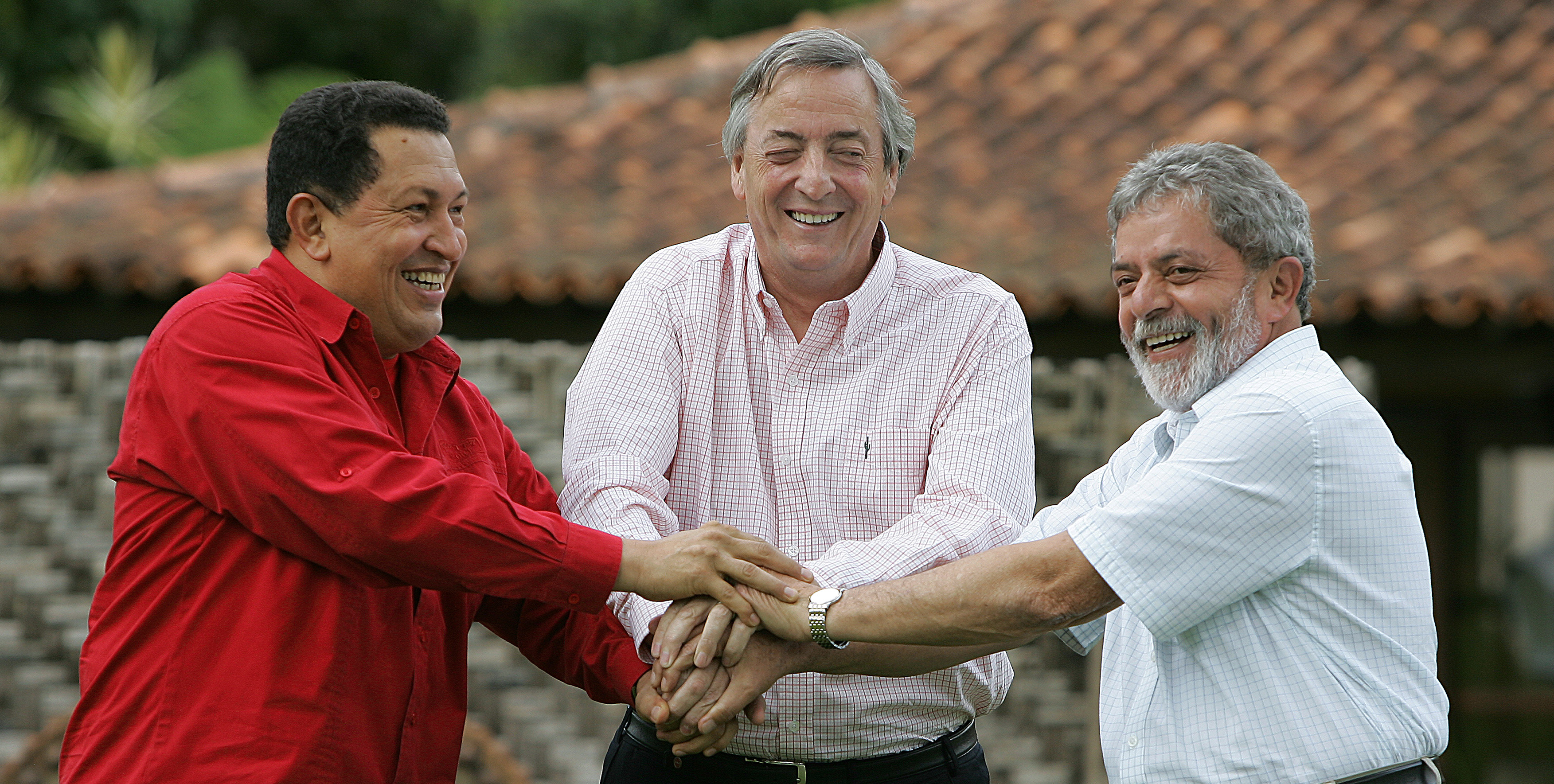
Kirchner mit dem venezolanischen Präsidenten Hugo Chávez und dem brasilianischen Präsidenten Luiz Inácio Lula da Silva in Brasília (2006).

Auch wenn die Beliebtheitswerte von Néstor Kirchner in Umfragen besonders in der Anfangszeit ungewöhnlich hoch waren, gab es ab 2006 zunehmend Kritik an seiner Amtsführung.
Obwohl sich Kirchner auch vor seiner Amtsübernahme 2003 stets für die Menschenrechte einsetzte, warfen ihm Kritiker vor, diese Thematik nur für demagogische Zwecke eingesetzt zu haben. Häufig wurde ihm undemokratisches Verhalten vorgeworfen. So überstieg die Zahl der präsidentiellen Dekrete in seiner Amtszeit jene der vom Kongress abgesegneten Gesetze, was von vielen als Umgehung der Legislative angesehen wurde. Einige Journalistenverbände sahen außerdem in vielen seiner Maßnahmen (Programmverbot, Entlassungen von Journalisten, gezielte Auftragsvergabe der staatlichen Werbung usw.) eine autoritäre Drosselung der Pressefreiheit.
Kirchners Regierung war nicht frei von Skandalen. So weigerte sie sich, Vermögen der Provinz Santa Cruz von ausländischen Bankkonten zurück ins Land zu bringen. Ebenfalls angelastet wurden Kirchner: die mögliche Verwicklung seiner Regierung in den Drogenhandelskandal der Fluggesellschaft Southern Winds, der regelrechte „Kauf“ des Oppositionsabgeordneten Borocotó, das Entfernen sämtlicher Mitglieder des argentinischen Obergerichtshofs, die durch freundlich gesinnte Richter ersetzt wurden, Unterhalt und finanzielle Unterstützung von „piqueteros oficialistas“ (Piqueteros) als Parteistoßtrupp und Einschüchterungswerkzeug. Zudem gab es den Vorwurf (von Mitarbeitern des INDEC selbst vorgebracht), über das Statistikamt INDEC ab Anfang 2007 die Öffentlichkeit mit manipulierten Inflationsdaten bewusst getäuscht zu haben.